# Opération Corridor
Guerre de Bosnie
L'opération Corridor est le nom de code d'une offensive de désenclavement effectuée pendant les guerres de Bosnie et Croatie par l'armée  de la république serbe de Bosnie, elle débute en juin 1992 et se termine en juillet de la même année. Le but de l'opération est l'unification des parties orientales et occidentales de la république serbe de Bosnie. L'opération est un succès pour les serbes de Bosnie, elle s'achève par la capture de Bosanska Posavina. Les deux parties subissent des pertes importantes.

## Avant l'offensive corridor
Au cours de l'été 1992, les forces fidèles au gouvernement de Bosnie-Herzégovine ainsi que des troupes de l'armée croate, encerclent l'armée de la république serbe de Bosnie. Selon les données publiées par le général Martin Spegelj, il y a huit brigades du HVO et quinze brigades de l'armée croate à Bosanska Posavina, la plupart des brigades sont présentes durant toute l'opération. Certaines de ces brigades sont soutenues par l'artillerie et des chars.
Au début du mois de mai 1992, toutes les routes unissant les deux parties de la république serbe de Bosnie ont été coupées. La dernière route entre les deux parties est coupée le 15 mai 1992. Le déclenchement de l'opération Corridor a été préparé par les officiers serbes de Bosnie à la suite de la mort de 12 bébés à Banja Luka, en raison du manque d'oxygène causé par le blocus.

## L'offensive
Vers le 15 juin 1992, le général Momir Talic, le commandant de la ARSB Krajna 1er corps, Novica Simić donne l'ordre de rompre le couloir à travers Trebava et de poursuivre l'offensive jusqu'au 28 juin (Vidovdan Saint guy).
L'action Koridor débute le 14 juin 1992, lorsque les membres de la ARSB 16e brigade motorisée sous le commandement de Milan commencent à attaquer Čekeletić au sud de Derventa. L'intensification des affrontements le 24 juin ainsi de la forte préparation artillerie mené par les forces serbe laisse croire que des soldats de la ARSB vont essayer de capturer Tuzla. ARBiH engage alors 16 brigades (cinq motorisées et onze d'infanterie motorisée) pour essayer d'arrêter la ARSB de Milan.